# Porto Cesareo
Porto Cesareo är en liten stad i Tarantobukten i provinsen Lecce, Apulien i södra Italien. Kommunen hade 6 272 invånare (2017). Porto Cesareo gränsar till kommunerna Avetrana, Manduria och Nardò.
Utanför ligger Isola dei Conigli, "Kaninön". Längs stranden finns det naturreservat för sanddynerna som en gång Apulien var fullt av längs kusterna.

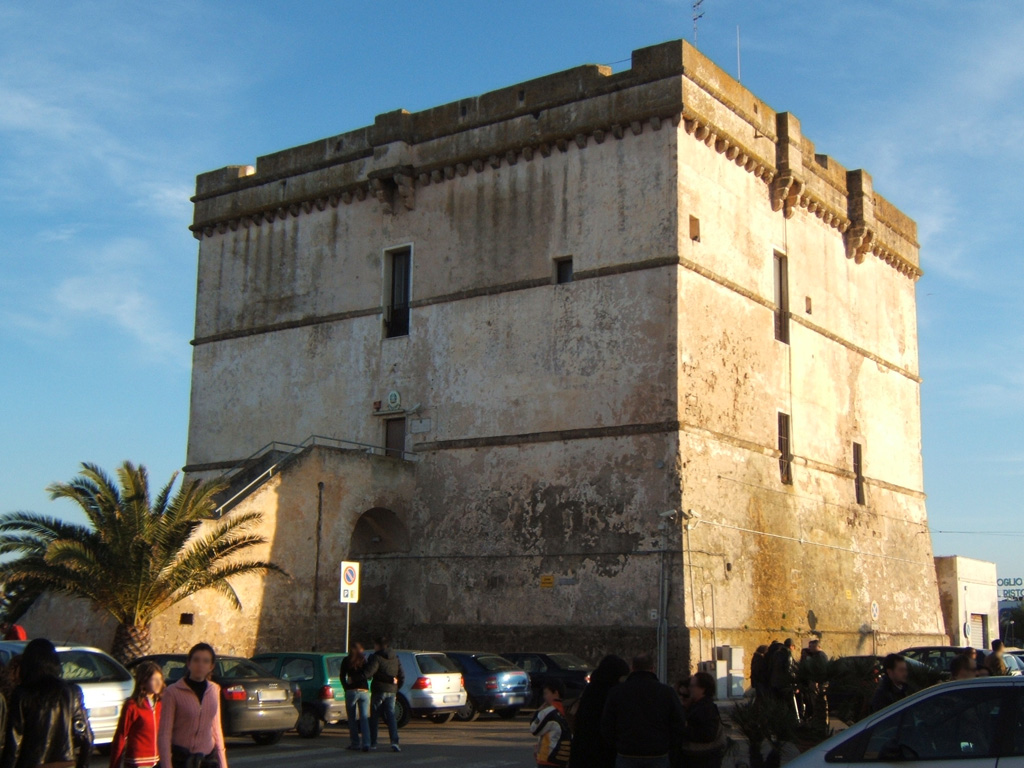
Torre Cesarea
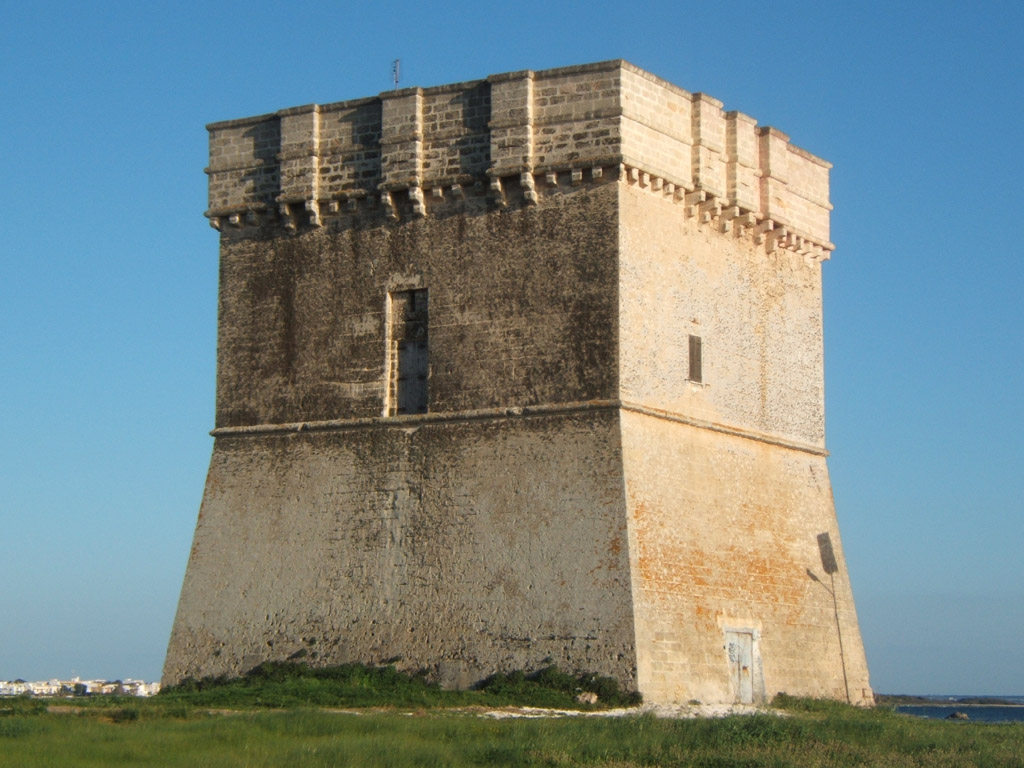
Torre Chianca
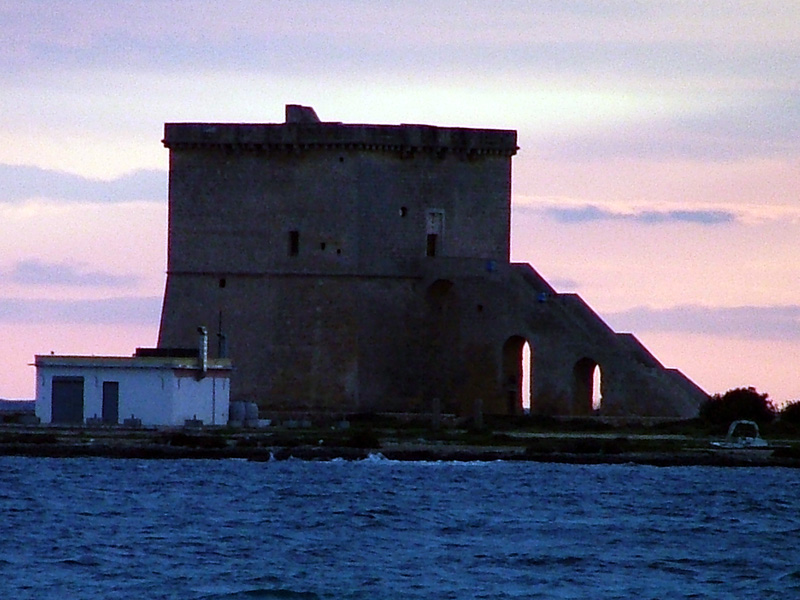
Torre Lapillo
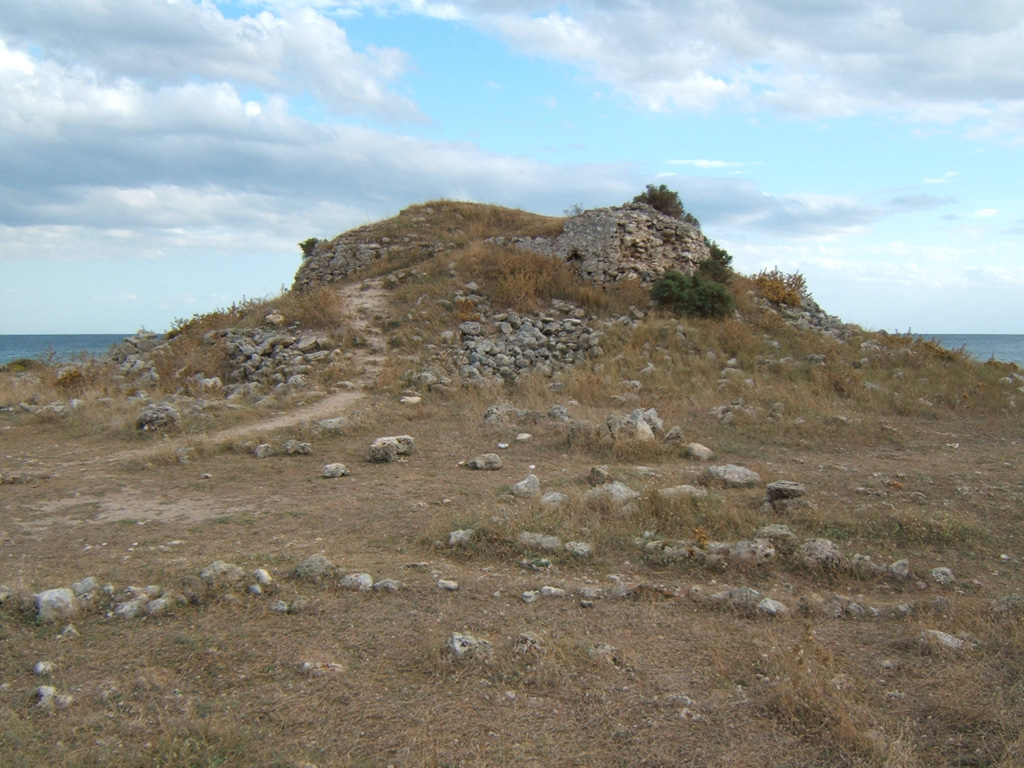
Torre Castiglione